# Associazione Polisportiva Rivarolese 1933-1934
Questa voce raccoglie le informazioni riguardanti l'Associazione Polisportiva Rivarolese nelle competizioni ufficiali della stagione 1933-1934.

## Rosa
| N. |                   | Ruolo | Calciatore        |
| -- | ----------------- | ----- | ----------------- |
|    | Italia (bandiera) | D     | Vittorio Bulla    |
|    | Italia (bandiera) | A     | Riccardo Bruzzo   |
|    | Italia (bandiera) | P     | Ernesto Caburri   |
|    | Italia (bandiera) | A     | Vittorio Casanova |
|    | Italia (bandiera) | A     | Renato Cianetti   |
|    | Italia (bandiera) | C     | Luigi Ciano       |
|    | Italia (bandiera) | C     | Cravedi           |
|    | Italia (bandiera) | D     | Dario De Martini  |

| N. |                   | Ruolo | Calciatore         |
| -- | ----------------- | ----- | ------------------ |
|    | Italia (bandiera) | C     | Lino Innocenti     |
|    | Italia (bandiera) | A     | Mario Lasagna      |
|    | Italia (bandiera) | C     | Aurelio Marchese   |
|    | Italia (bandiera) | C     | Giovanni Massimino |
|    | Italia (bandiera) | D     | Musca              |
|    | Italia (bandiera) | D     | Vittorio Repetto   |
|    | Italia (bandiera) | D     | Arturo Scalari     |
|    | Italia (bandiera) | D     | Taverna            |